# Naturopatia

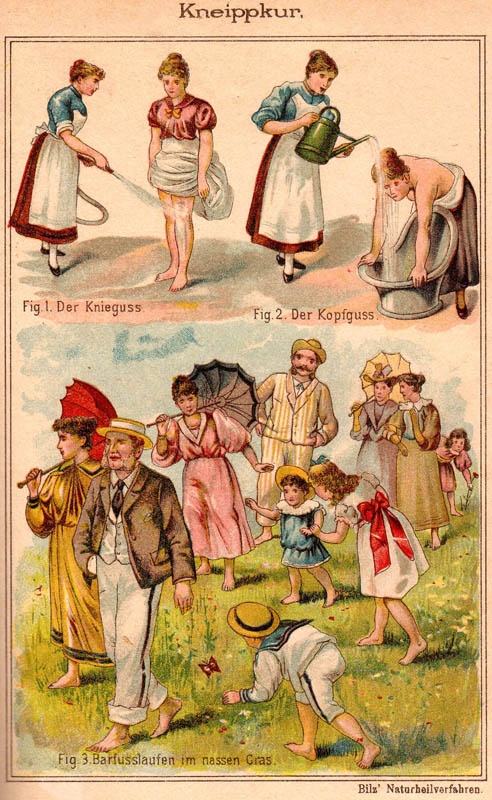
Sebastian Kneipp, al, es considera generalment com un dels pioners de la naturopatia,, amb els seus tractaments mitjançant l'aigua i les plantes

La naturopatia és una forma de medicina no convencional que cerca equilibrar el funcionament de l'organisme amb mitjans considerats « naturals » : règim alimentari, higiene de vida, fitoteràpia, massatges, exercici, etc. Forma part dels enfocaments no convencionals que s'anomenen « holístics ».
Si bé la naturopatia cerca promoure l'auto-guariment, no hi ha proves científiques que la naturopatia guareixi malalties concretes. Per això doncs, cal considerar que és la mateixa persona qui se sana. Basant-se en que el guariment va "de dins cap a fora".
Els tractaments i medicaments a base de plantes medicinals o herbes han existit des de les civilitzacions més antigues. Amb l'avanç de la ciència, els medicaments a base d'herbes s'han anat relegant perquè la popularitat dels tractaments sintètics ha anat en augment. Darrerament hi ha un retorn a aquesta pràctica sanitària. Això és perquè les persones busquem altres maneres de beneficiar-nos dels recursos naturals i energètics, i de les plantes medicinals per tal de recuperar la salut, i evitar els possibles efectes adversos dels fàrmacs. Cada tractament que ve de plantes passa per unes proves exhaustives per saber el grau d'efectivitat, en quines situacions i per a què serveix. Per la seva banda, els tractaments amb plantes, poques vegades tenen contraindicacions.
El terme el va inventar John Scheel l'any 1885. Prové del llatí natura i del grec πάθος, pathos, « la malaltia, el mal ».
Després de la Resolució Europea (Collins & Lannoye) del 29 de maig de 1997, la naturopatia forma part de les medicines no convencionals per les quals s'invita als Estats membres que acordin l'avaluació, l'ensenyament i la reglamentació dels professionals. La naturopatia és anomenada «medicina tradicional occidental» per l'OMS. Per a la medicina, la naturopatia és una pseudociència

## Principis
Aquest mètode es fonamenta en la teoria dels humors, doctrina hipocràtica del segle V a.C., que declara que la malaltia és sobretot un desequilibri dels humors de l'organisme (sang, limfa, bilis, líquid cefalorraquidi). També destaca la importància de la força vital de la persona.
Els 5 principis de la naturopatia a partir de les concepcions d'Hipòcrates són :
1. no ferir (primum non nocere)
2. la natura és guaridora (vis medicatrix naturae)
3. identificar i tractar la causa (tolle causam)
4. desentoxicar i purificar l'organisme (deinde purgare)
5. la naturopatia ensenya (docere)

## Herbes o plantes medicinals
Es considera herba la planta que produeix llavors i no té teixit dur (lignificada) com el d'un arbust o un arbre. Els seus olis essencials provenen de les seves fulles, a diferència d'espècies que els conté en altres parts com l'escorça, branques i arrels. Exemples d'herbes són, la camamilla, hisop, menta, farigola, etc. Moltes d'elles també s'utilitzen amb fins culinàries, però poden usar-se com medicines.
Algunes de les herbes s'usen fresques i altres s'assequen o es conserven. Les herbes, com les espècies, s'elaboren per poder-los treure el màxim profit de les seves propietats especials.
Les herbes medicinals tenen diferents efectes:
- Astringents, frenen la sortida de la sang i altres fluids.
- Alcalinitzants, milloren els nivells de pH en el cos.
- Tòniques, reposen la força i refresquen el cos i la ment
- Diürètiques, faciliten la secreció, principalment l'orina
- Diaforètiques són com les diürètiques, però referents a la sudoració
- Laxants són algunes de les més famoses de tot, ja que són utilitzades per molts per promoure el moviment intestinal, com a remei al restrenyiment
- Relaxants que afecten el sistema nerviós, ja sigui per excitar o relaxar els nervis
- Cada herba no només té un sol efecte i es poden utilitzar de diferents formes, com a condiment, aromatitzant en els àpats, o per fer te o infusions, o consumir directament.

Les plantes medicinals són una alternativa per als que temen els efectes secundaris de la medicina convencional.